# اللجنة الملكية للمغناطيسية الحيوانية
تضمنت اللجنة الملكية للمغناطيسية الحيوانية لجنتين ملكيتين فرنسيتين منفصلتين ومستقلتين تمامًا، عيّنهما لويس السادس عشر في عام 1784، بدأت اللجنتان بالتحقيق في وقت واحد، تكونت اللجنة الأولى من أربعة أطباء من كلية الطب في باريس وخمسة علماء من الأكاديمية الملكية للعلوم (أي "لجنة فرانكلين"، التي سميت على اسم بنيامين فرانكلين)، ولجنة ثانية مكونة من خمسة أطباء من الجمعية الملكية للطب (أي "لجنة الجمعية").
استغرقت كل لجنة خمسة أشهر لإكمال تحقيقاتها. وقد قُدِّم تقرير "لجنة فرانكلين" إلى الملك في الحادي عشر من أغسطس عام 1784 ونُشر على نطاق واسع في مختلف أنحاء فرنسا والدول المجاورة، كما قُدِّم تقرير "لجنة الجمعية" إلى الملك بعد خمسة أيام في السادس عشر من أغسطس عام 1784.
تعتبر تحقيقات "لجنة فرانكلين" مثالاً كلاسيكيًا مبكرًا جدًا لتجربة منظمة محكومة، والتي لم تطبق إجراءات "وهمية" و"حقيقية" على المرضى الذين يعانون من اضطرابات "وهمية" و"حقيقية" فحسب، بل كانت أيضًا أول من استخدم "التجارب العمياء" لكل من المحققين وموضوعاتهم.
"إن تقرير لجنة فرانكلين الملكية لعام 1784...هو تحفة فنية من نوعها، وشهادة خالدة على قوة وجمال العقل...لم يحدث في التاريخ قط أن اجتمعت مجموعة استثنائية ومضيئة مثل لجنة فرانكلين لخدمة البحث العقلاني بأساليب العلم التجريبي. ولهذا السبب وحده فإن تقرير لجنة فرانكلين...هو وثيقة أساسية في تاريخ العقل البشري. وينبغي إنقاذه من الغموض، وترجمته إلى جميع اللغات، وإعادة طبعه من المنظمات المكرسة لفضح الشعوذة والدفاع عن الفكر العقلاني". - ستيفن جاي جولد (1989).
وقد كُلِّفت المجموعتان من المفوضين على وجه التحديد بالتحقيق في ادعاءات شارل ديسلون بشأن وجود "مغناطيسية حيوانية" جوهرية (وليس مجازية)، "المغناطيسية الحيوانية"، و"سائل مغناطيسي" فيزيائي مماثل (غير مجازي)، "السائل المغناطيسي". علاوة على ذلك، بعد أن أكملوا تحقيقاتهم في ادعاءات ديسلون - أي أنهم لم يفحصوا فرانز مسمر، أو نظريات مسمر، أو مبادئ مسمر، أو ممارسات مسمر، أو تقنيات مسمر، أو جهاز مسمر، أو ادعاءات مسمر، أو "علاجات" مسمر، أو حتى "التنويم المغناطيسي". نفسه - فقد طُلب من كل منهم تقديم "تقرير منفصل ومتميز".
"قبل أن تبدأ تحقيقات لجنة فرانكلين، درس أنطوان لافوازييه كتابات تشارلز ديسلون ورسم خطة لإجراء التحقيق. وقرر أن المفوضين لا ينبغي لهم دراسة أي من العلاجات المزعومة، بل ينبغي لهم تحديد ما إذا كانت المغناطيسية الحيوانية موجودة من خلال محاولة مغنطة شخص دون علمه أو جعله يعتقد أنه قد مُغنِط بينما لم يحدث ذلك في الواقع. وقد تبنى المفوضون هذه الخطة، وخرجت النتائج كما توقع لافوازييه." – فرانك أ. باتي (1994).
ومن خلال تحقيقاتهما، خلصت اللجنتان إلى (أ) عدم وجود أي دليل من أي نوع يدعم ادعاء ديسلون بشأن الوجود المادي الجوهري لـ "المغناطيسية الحيوانية" المزعومة أو "السائل المغناطيسي" المزعوم، و(ب) أن جميع التأثيرات التي لاحظتاها يمكن أن تُعزى إلى وكالة فسيولوجية (وليس ميتافيزيقية). في حين أن كل لجنة قد قبلت ضمناً عدم وجود تواطؤ أو ادعاء أو تدريب مكثف في الموضوع من جانب ديسلون، فقد خلصت كلتاهما (بشكل مستقل) إلى أن جميع الظواهر التي لاحظتها خلال كل من تحقيقاتها يمكن أن تُعزى بشكل مباشر إلى "الاتصال"، "الخيال"، و/أو "التقليد".
"لم يسبق لأحد أن تجاوز [تقرير مفوضي "فرانكلين"] الوضوح في التفكير والنزاهة الصارمة. فبعد تفصيل التجارب المختلفة التي أجريت ونتائجها، توصلوا إلى استنتاج مفاده أن الدليل الوحيد الذي قُدّم لدعم المغناطيسية الحيوانية هو التأثيرات التي أحدثتها على جسم الإنسان، وأن هذه التأثيرات يمكن إنتاجها دون تمريرات أو تلاعبات مغناطيسية أخرى، وأن كل هذه التلاعبات والتمريرات والطقوس لا تنتج أي تأثير على الإطلاق إذا استُخدِمت دون علم المريض؛ وبالتالي فإن الخيال يفسر الظاهرة، بينما المغناطيسية الحيوانية لا تفسرها." - تشارلز ماكاي (1841، التشديد مضاف إلى الأصل).

## أسباب التحقيق

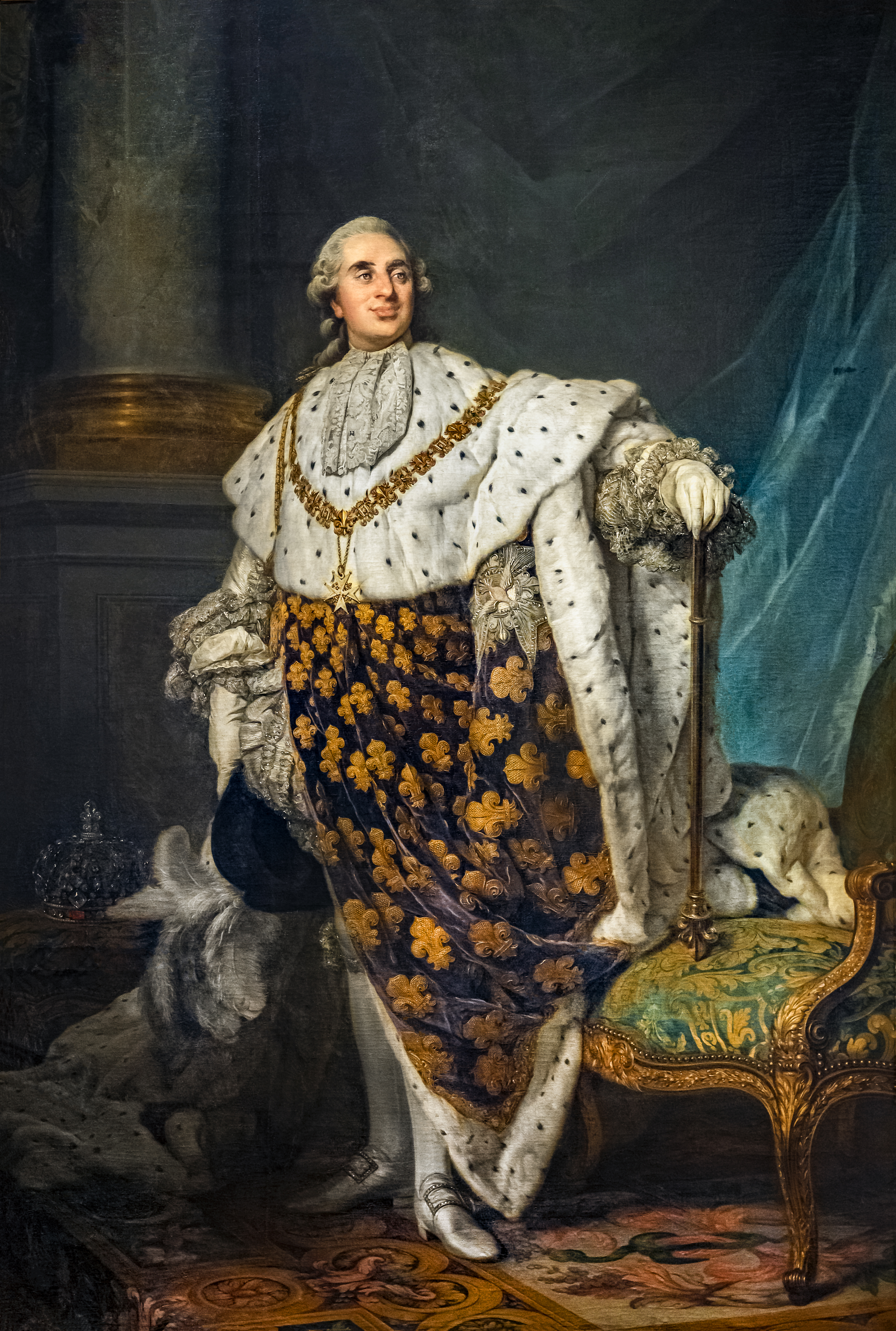
الملك لويس السادس عشر (1776)

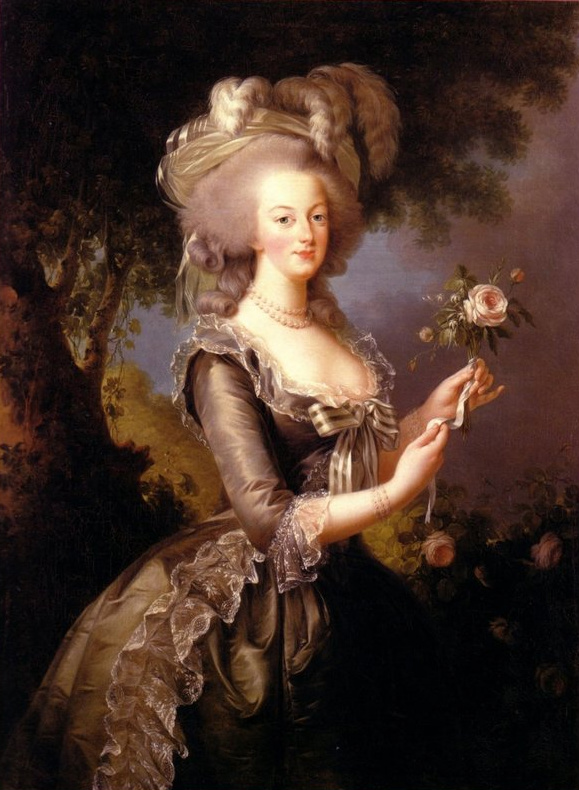
ماري أنطوانيت

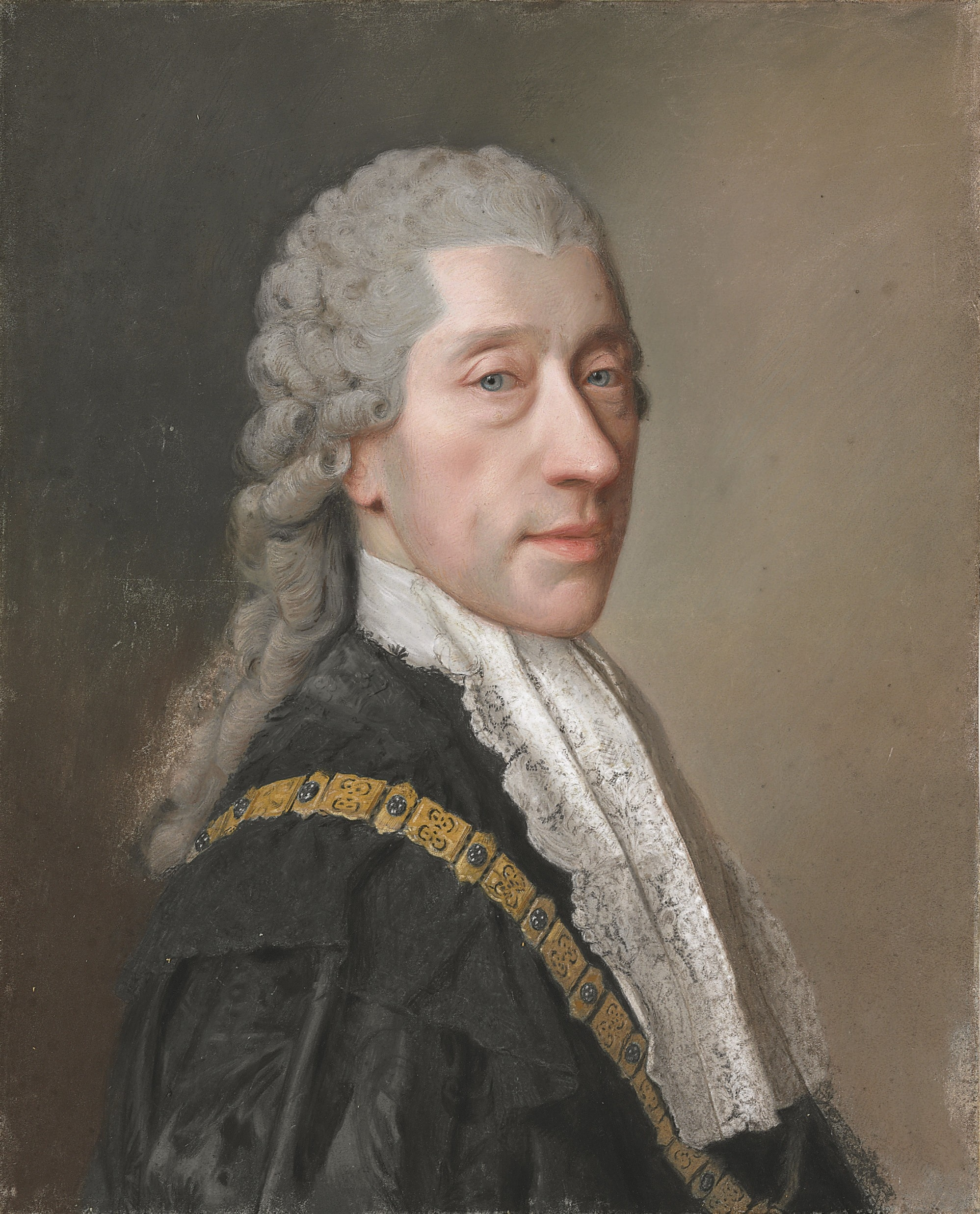
المستشار فون كاونتز

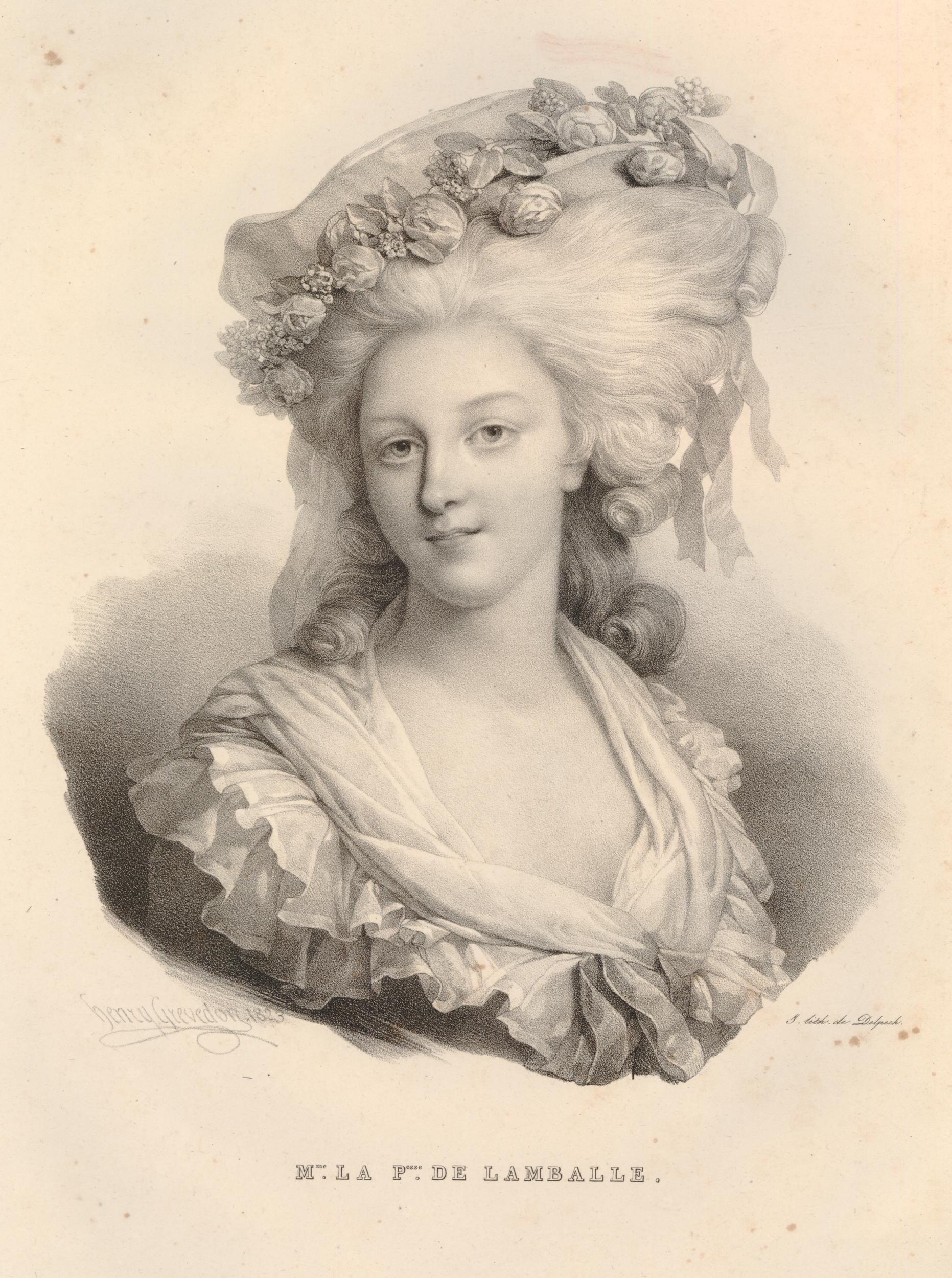
أميرة لامبال

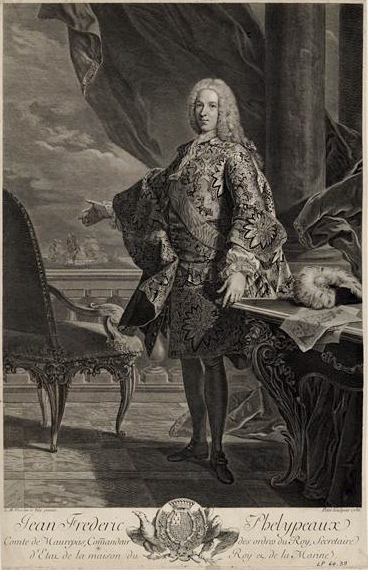
جان فريديريك فيليبو، وزير الدولة الفرنسي

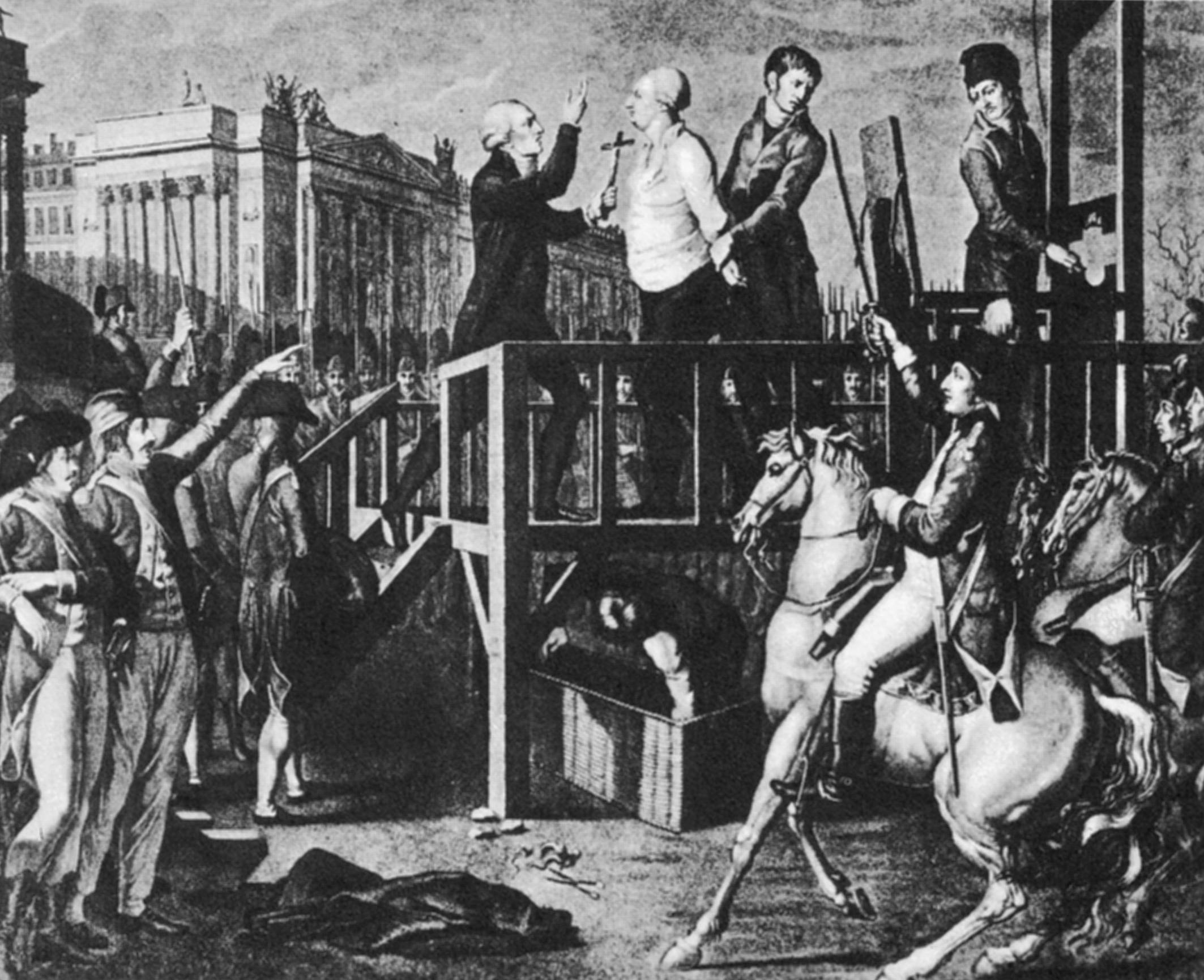
إعدام الملك لويس السادس عشر

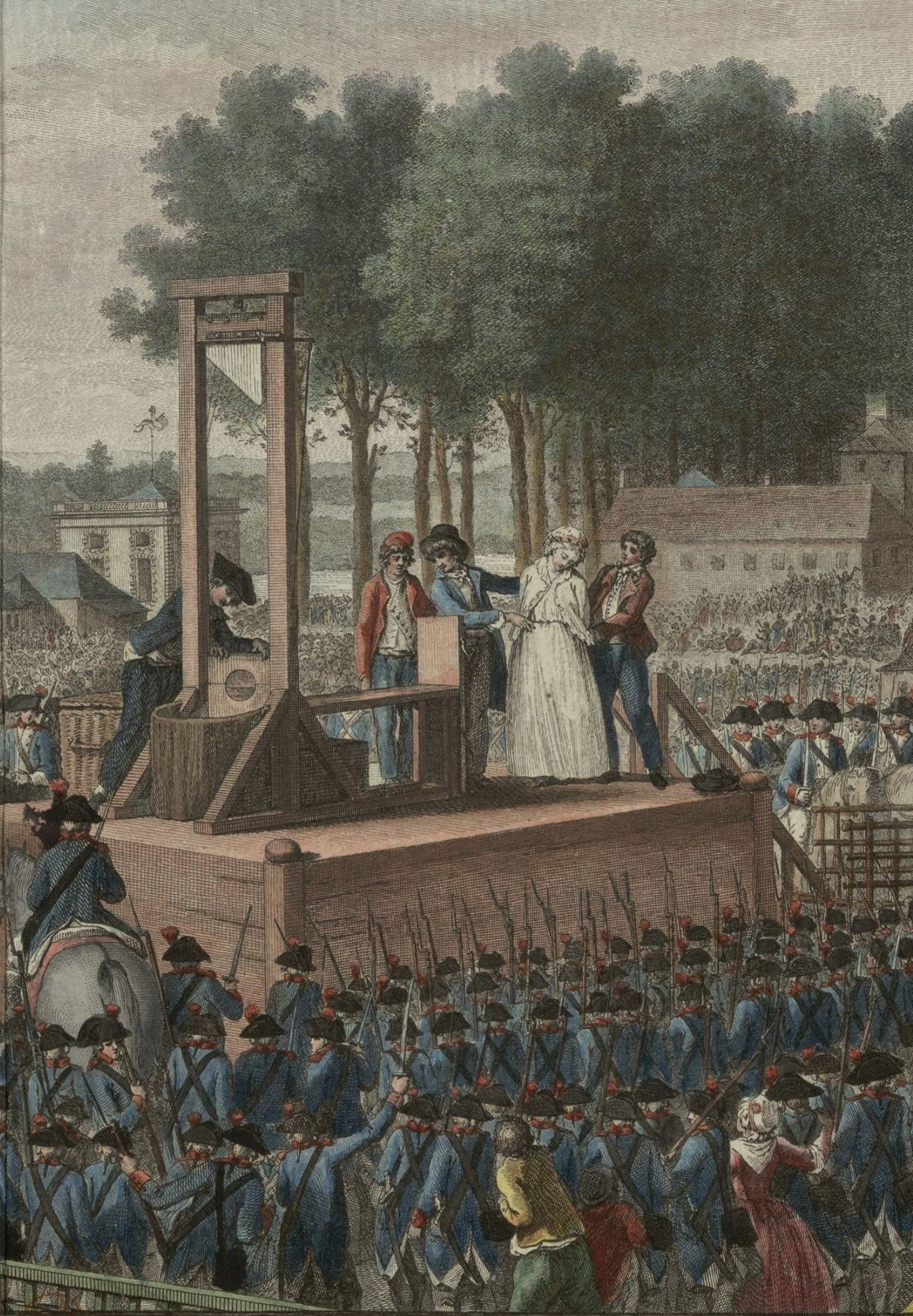
إعدام ماري أنطوانيت

"كان صعود المسمرية مؤشرًا على العديد من الصراعات الفلسفية والنفسية: الروحوالعقل مقابل الجسد؛ العلم والفلسفة مقابل علم النفس والخيال؛ العقلانية والتجريبية مقابل غير العقلاني والمجهول؛ [و] الوعي مقابل اللاوعي" (فافلاك، 2009، ص 53).
وفقًا لأرماندو وبيلهوست (2018، ص 6-8)، التاريخ الحقيقي لميسمر، ونسخة مسمر من "المغناطيسية الحيوانية" والمنطق والسلوك والتحقيقات والتجارب ونتائج اللجان الملكية لعام 1784، قد شُوّهت تشويهًا خطيرًا من خلال التركيز الحديث ("قطف الكرز") على "تحولات المغناطيسية الحيوانية بعد عام 1820 [فيما يتعلق] بالتنويم المغناطيسي"، وخاصة على "عناصر الاستمرارية والتشابه بين المسمرية [ك‍] والإصدارات المختلفة للتحليل النفسي". لفهم دقيق للأهمية المعاصرة لعمل اللجان والأمور التي فحصتها فحصًا فرديًّا وجماعيًّا (وكذلك الأمور التي لم تفحصها)، من المهم تحديد النطاق الواسع للتوترات والنزاعات والظروف السائدة في ذلك الوقت، والتي دفعت إلى الحاجة إلى إجراء تحقيق رسمي في الطبيعة والنوع المحددين اللذين أجرتهما اللجان، ونوع القضايا الضمنية، بالإضافة إلى الأسئلة الأكثر تحديدًا في الطب والعلوم التي من المأمول أن تتناولها تحقيقات اللجان.
ومن أجل الحصول على فهم متوازن للأهمية المعاصرة للجان باعتبارها أحداثًا تاريخية قائمة بذاتها كُلّفت في وقت محدد وفي ظروف محددة وبأهداف محددة، وعلاوة على ذلك، من أجل فهم طبيعة تحقيقاتها ونتائجها والعواقب المباشرة لتقاريرها، فلا بُدّ من فحص مجموعة من العوامل المختلفة (كما اقترح كرافر ودارندن، 2013):
"من منظور ظاهرة معينة، يمكننا أن ننظر إلى الكيانات والأنشطة التي تتألف منها. ويمكننا أن ننظر إلى الآليات الأعلى مستوى التي تشكل هذه الظاهرة أحد مكوناتها. ويمكننا أن ننظر إلى الوراء إلى الآليات التي سبقتها أو التي تطورت من خلالها. ويمكننا أن ننظر إلى الأمام إلى ما سيأتي بعدها. [وأخيرًا] يمكننا أن ننظر حولنا لنرى السياق الأوسع الذي تعمل فيه هذه الظاهرة."(ص 163)

### التوترات داخل العائلة المالكة
كان ميسمر معروفًا بالفعل لدى ماري أنطوانيت قبل وصوله إلى باريس في عام 1777 برسالةِ توصيةٍ من المستشار فون كاونتز من ملكية هابسبورغ إلى الكونت دي ميرسي أرجينتو السفير النمساوي في فرنسا (الذي قدم ميسمر بدوره إلى مدير أكاديمية العلوم جان باتيست لوروا).
بناءً على إلحاح صديقتيها الأقربين دوقة شولن ماري بول أنجيليك دالبرت دي لوين (1744-1781)، وأميرة لامبال ماري تيريز لويز دي سافوي-كارينيان (1749-1792) اللتين استفادتا من علاج ميسمر، تمكنت ماري أنطوانيت من ترتيب مقابلة رسمية بين ميسمر وديسلون مع ممثل (غير محدد الهوية) للملك في 14 مارس 1781 (والمسلي، 1967، ص 267). وفي ختام المقابلة، وافق ميسمر على مضض على الشروط المقترحة: أن يفحص فريق من المفوضين عددًا من مرضى ميسمر السابقين والحاليين، وأن يبقى ميسمر في فرنسا حتى تثبت "عقائده" و"مبادئه"، وأنه لا يجوز له المغادرة إلا بإذن من الملك، وأنه إذا كانت تقارير المفوضين "مواتية"، فإن الحكومة ستصدر "خطابًا وزاريًا" بذلك. (باتي، 1994، ص 110).
ألغى ميسمر اتفاقيته في غضون أسبوعين على أساس أنها كانت تحت الإكراه، وأُجريت "مقابلة" جديدة، شملت ميسمر، وديسلون، والممثل المجهول، ووزير الدولة جان فريديريك فيليبو [الإنجليزية].
"بدأ الوزير حديثه قائلاً: إن الملك، بعد أن علم بعدم رغبة ميسمر في تحقيق المفوضين معه، أراد أن يعفيه من هذه الإجراءات الشكلية، ومنحه معاشًا مدى الحياة قدره 20 ألف جنيه فرنسي، ودفع 10 آلاف جنيه سنويًا لتعليم الطلاب، الذين ستختار الحكومة ثلاثة منهم. "وستُمنح بقية الفوائد عندما يدرك طلاب الحكومة فائدة الاكتشاف". (باتي، 1994، ص 111).
رفض ميسمر مرة أخرى العرض المقدم نيابة عن الملك؛ وبعد أن قيل له إن قرار الملك نهائي، ونظراً لأن الدافع وراء المقابلة الأولى جاء من الملكة، كتب ميسمر رسالة غير عادية (ترجمت في باتي، 1994، ص 112-115)، والتي كانت طبيعتها تعني السجن في الباستيل، لو كانت قد كتبت قبل عشرين عامًا.
"وبعد أن تأمل [في استخدام الوزير لكلمة "نهائي"،] عاد ميسمر إلى عيادته ووضع اسمه على ما كان من المؤكد أنه سيكون أحد أغرب الرسائل التي كتبت على الإطلاق إلى ملكة فرنسية [كانت تشترك معه في "موطنه الأصلي"] حتى ولو كان قد أرسلها بشكل خاص. وبدلاً من ذلك، قام بطباعتها، ووبخها علنًا بشأن العرض [الذي] قُدِّم باسمها وأعطاها إنذارًا نهائيًا."
لقد كان وراء تشكيل لجنة 1784 أسباب عديدة بهدف إرضاء المصالح (الفرنسية) للملك، وليس المصالح (النمساوية) للملكة.

### التأثير الاجتماعي
ورد في تقرير لجنة فرانكلين إلى الأكاديمية الملكية للعلوم (سبتمبر 1784)
لقد مرت أكثر من ست سنوات منذ الإعلان عن المغناطيسية الحيوانية في أوروبا، وخاصة في فرنسا وفي هذه العاصمة. ولكن لم تصبح هذه القضية محل اهتمام خاص لعدد كبير من المواطنين ولم تصبح موضوعاً للنقاش العام إلا في العامين الماضيين تقريباً. لم يسبق أن حدث سؤال أكثر غرابة من هذا الذي قسّم آراء أمة مستنيرة.
كان التركيز الشامل الذي أبداه ميسمر على السعي إلى "التناغم" باعتباره نتيجة علاجية، وخاصة في ضوء الحقيقة المؤكدة بأن تأثيرات "مغناطيسيته الحيوانية" القائمة على وجود قوة مماثلة للجاذبية قد أُثبِتت بالتساوي من الجميع، بغض النظر عن العمر أو الجنس أو الطبقة أو العرق أو الفكر، إلخ، كان له تأثير مهم على العديد من التحركات (والمحركين) داخل المجتمع الفرنسي نحو الديمقراطية والمزيد من المساواة.

### القضايا السياسية المتفاقمة
كان "النظام الفرنسي القديم" الذي كان غير شعبي على نحو متزايد يتعرض لضغوط كبيرة من العديد من الجهات؛ وفي غضون خمس سنوات من صدور تقارير اللجان، اندلعت الثورة الفرنسية. وقع اقتحام سجن الباستيل في 14 يوليو 1789، وبعد أربع سنوات أُعدِم الملك لويس السادس عشر في 21 يناير 1793، وأُعدِمت ملكته ماري أنطوانيت، ابنة الإمبراطورة ماريا تيريزا وشقيقة الإمبراطور جوزيف الثاني، في 16 أكتوبر 1793.

### التوترات المهنية
بعيدًا عن القضية الأوسع المتمثلة في ضرورة تقييم وتحديد كيفية التعامل مع العاملين بالمهن الطبية "الذين رأوا المغناطيسية الحيوانية موردًا علاجيًّا مثيرًا للاهتمام" (أرماندو وبلومونتي، 2018، ص13) - أي النزاعات الحدودية بين الممارسات العلاجية التقليدية من الأنواع التي حددها بروكليس وجونز (1997) بشكل مفيد على أنها تقع ضمن "الظل الطبي" الراسخ (ص 230-283) والممارسات الجديدة والمبتكرة في "الحدود" التي كانت (ربما) مسؤولة عن "توسيع نطاق الأدوية" (ص 283). كان بين كلية الطب في باريس الأكثر تركيزًا على النظرية والمبادئ (والتي تشكلت قبل حوالي خمسة قرون)، والجمعية الملكية للطب الأكثر تركيزًا على الممارسين (والتي تشكلت قبل خمسة أعوام فقط) توترات واختلافات ونزاعات حدودية كبيرة، والتي كانت "وظيفتها الأساسية" "تقييم الأدوية الحاصلة على براءات اختراع، وبالتالي، أشكال العلاج الجديدة" (فورست، 1999، ص.18-19).

### القضايا العلمية
في جوٍ سائد من "إعادة تعريف شاملة للحدود في شرعية المعرفة"، وبالارتباط مع مزاعم ميسمر وهي إعادة تعريف "لم تكن بالضرورة تتماشى مع الشعبية العامة التي اكتسبتها" (زانتي، 2018، ص 59)، كان من الضروري حل مسألة وجود (أو عدم وجود) "سائل مغناطيسي" جوهري و/أو "المغناطيسية الحيوانية".

### القضايا الطبية
في وقت كان فيه، فيما يتعلق بالشافين والشفاء، يتنافس تجمع من "الأطباء، والعلماء التجريبيين، والجراحين، والصيادلة، والمعالجين الشعبيين، والشخصيات الدينية مع بعضهم وكذلك يعملون معاً من أجل الحصول على شرعية طبية والمرضى" (برومهول، 2004، ص 5)، لم يكن ميسمر فقط "أجنبياً"، بل كان أيضاً شخصاً لا يرتبط بأي شكل من الأشكال بأي جمعية طبية مهنية معروفة في فرنسا (أو في أي مكان آخر في أوروبا)؛ ونتيجة لذلك، لم يكن سلوكه المهني، أو ممارسته الطبية، أو مشاريعه الطبية التجارية، أو مساعيه العلاجية تخضع لأي نوع من التنظيم.
علاوة على ذلك، لم تُختبر فعالية تدخلات ميسمر اختبارًا موضوعيًّ أبداً، ولم يجري التحقق من فاعلية أو صحة "علاجاته" المفترضة (قبل وبعد التدخل) بشكل موضوعي، وأخيراً، فيما يتعلق بالحالات التي كان يقدم لها العلاج (والتي كانت تعتبر على الأرجح "أمراضًا حقيقيةً")، لم تُحدّد أصول الحالات التي عالجها سواء كانت "عضوية" أو "نفسية" بشكل موضوعي.

### القضايا الدينية
لم تكن هناك فقط مجموعة واسعة من القضايا المثيرة للجدل المتعلقة بالمسائل العلمانية والدينية حول أوجه التشابه والاختلاف بين التحفيزات والتجليات والنتائج الفورية وطويلة المدى للأزمات التي كانت تُنتج (عرضياً) من خلال التدخلات "المغناطيسية"، وطرد الأرواح في الكنيسة الكاثوليكية، ولكن الأهم من ذلك، كانت هناك تقارير عرضية (يبدو أنها صحيحة) عن التبصر بعد العلاج المغناطيسي، وهي حالة كانت إحدى المؤشرات التقليدية لضرورة طرد الأرواح كلما اعتُبرت "مستوحاة من الشيطان" (مقارنةً بالحالات التي كانت تُعتبر "مستوحاة من الإله" (سبانوس وجوتليب، 1979، ص 538)).

## روابط خارجية
- Museum of the History of Medicine and Pharmacy, at Lyon.
- Museum of the History of Medicine and Pharmacy, at Lyon: Mesmer's Baquet.
- Glass Armonica by Benjamin Franklin, The Bakken Museum Artifact Collection, (catalog no. 81.064): The Bakken. "Glass Armonica". مؤرشف من الأصل في 2007-04-05. اطلع عليه بتاريخ 2021-09-08.